# 忍者参上
『忍者参上』は忍者の4枚目のアルバム。

## 内容
- メンバー6人のソロ楽曲と当時の最新シングル「秘・美・子」を収録したアルバム。初回盤は外箱に加え、フォトブック付きとなった。

## 収録曲
1. メロスの瞳
  - 作詞：工藤哲雄、作曲：西司、編曲：西平彰
2. ダブル・シーズン・ストーリー
  - 作詞：真名杏樹、作曲：水島康宏、編曲：平間あきひこ

古川栄司のソロ楽曲。
3. KOKOROの在処
  - 作詞：藤本つばさ、作曲：風戸有人、編曲：西平彰

遠藤直人のソロ楽曲。
4. Two Hearts
  - 作詞：田中修博、作曲：MAYUMI、編曲：山川恵津子

柳沢超のソロ楽曲。
5. EARTH WIND&LOVE
  - 作詞：原真弓、作曲：羽田一郎、編曲：平間あきひこ

志賀泰伸のソロ楽曲。
6. 傷だらけの冬空
  - 作詞：原真弓、作曲：伝田一正、編曲：山川恵津子

高木延秀のソロ楽曲。
7. Another Page
  - 作詞：田中修博、作曲：JULIA、編曲：西平彰

正木慎也のソロ楽曲。
8. 百年の愛
  - 作詞：松本一起、作曲：井上ヨシマサ、編曲：山川恵津子
9. 秘・美・子
  - 作詞：尾関昌也、作曲・編曲：馬飼野康二